# 相姓
相姓（相 拼音：xiāng xiàng 古音：siangh 细漾切 ，siang 息良切）是中文姓氏之一，在《百家姓》中排第396位。在现代这是极罕见的姓氏。

## 起源
相姓有两种来源：
1. 出自姒姓，以名为氏。据《姓谱》所载：“商丘有相氏，盖夏代帝相之后。”
2. 出自子姓，是以地为氏。商在河亶甲时期的都城在相，当地有居民以地为氏。

另据《万姓统谱》：“武洛山出四姓，其二曰相氏。”

## 郡望
- 西河郡：战国时魏国置。今山西、陕西间沿黄河一带。
- 巴郡：战国时秦国置。今重庆一带。

## 延伸阅读
[在维基数据编辑]
 《百家姓》
 《欽定古今圖書集成·明倫彙編·氏族典·相姓部》，出自陈梦雷《古今圖書集成》